# Genianthus subpeltatus
Genianthus subpeltatus är en oleanderväxtart som beskrevs av J. Klackenberg. Genianthus subpeltatus ingår i släktet Genianthus och familjen oleanderväxter. Inga underarter finns listade i Catalogue of Life.